# Micrurus laticollaris
Espèce
Synonymes
- Elaps macgravii var. laticollaris Peters, 1870

Statut de conservation UICN

 LC  : Préoccupation mineure
Micrurus laticollaris est une espèce de serpents de la famille des Elapidae. 

## Répartition
Cette espèce est endémique du Mexique. Elle se rencontre au Jalisco, au Colima, au Michoacán, au Guerrero, au Morelos, au Puebla et en Oaxaca.

## Liste des sous-espèces
Selon The Reptile Database (17 février 2014) :
- Micrurus laticollaris laticollaris (Peters, 1870)
- Micrurus laticollaris maculirostris Roze, 1967

## Publications originales
- Peters, 1870 : Über mexicanische Amphibien, welche Hr. Berkenbusch in Puebla auf Veranlassung des Hrn. Legationsraths von Schlözer dem zoologischen Museum zugesandt hat. Monatsberichte der Königlich Preussischen Akademie der Wissenschaften zu Berlin, vol. 1869, p. 874-881 (texte intégral).
- Roze, 1967 : A check list of the New World venomous coral snakes (Elapidae), with descriptions of new forms. American Museum Novitates, no 2287, p. 1-60 (texte intégral).